# Icona Pop (album)
Az Icona Pop című stúdióalbum a svéd Icona Pop debütáló albuma, mely 2012. november 14-én jelent meg a TEN Music Group kiadványaként. Az album az 55.  helyig jutott a svéd albumlistán. Az albumon megtalálható az I Love It című sláger, mely több országban Top 10-es helyezés volt.

## Kislemezek
Az albumról az első kimásolt kislemez a Manners című dal volt, mely 2011. február 15-én jelent meg. Az album második dala az I Love It 2012. május 9-én jelent meg. Az album 3. és egyben utolsó dala a We Got the World 2012. október 15-én jelent meg.

## Számlista
| 1.    | Sun Goes Down (featuring The Knocks and St. Lucia) | The Knocks St. Lucia | 3:14 |
| 2.    | I Love It (featuring Charli XCX)                   | Berger Style of Eye  | 2:37 |
| 3.    | We Got the World                                   | Loelv                | 3:17 |
| 4.    | Downtown                                           | Loelv                | 2:37 |
| 5.    | Ready for the Weekend                              | Loelv                | 2:41 |
| 6.    | Wanna B With Somebody                              | Tysper               | 3:01 |
| 7.    | Good for You                                       | P. Berger            | 3:34 |
| 8.    | Manners                                            | P. Berger            | 3:30 |
| 9.    | Top Rated                                          | Loelv                | 2:59 |
| 10.   | Lovers to Friends                                  | Loelv                | 3:01 |
| 11.   | My Party (featuring Smiler)                        | Loelv                | 3:48 |
| 12.   | Nights Like This                                   | Loelv                | 3:27 |
| 13.   | Flashback                                          | Loelv                | 2:49 |
| 43:02 |                                                    |                      |      |

| 14. | Heads Up | Loelv | 3:00 |

| 14. | Rocket Science | Style of Eye | 3:08 |

## Slágerlista

### Heti összesítések
| Slágerlista (2012)                           | Legjobb helyezések |
| -------------------------------------------- | ------------------ |
| Svédország (Sverigetopplistan Top 60 Albums) | 55                 |

## Megjelenési előzmények
| Régió      | Dátum              | Formátum           | Label |
| ---------- | ------------------ | ------------------ | ----- |
| Svédország | 2012. november 14. | Digitális letöltés | TEN   |